# Walentyn raciborski
Walentyn raciborski (Garbaty) (ur. ok. 1485, zm. 13 listopada 1521) – książę raciborski i rybnicki w latach 1493–1521, ostatni przedstawiciel dynastii Przemyślidów.
Walentyn był trzecim i najmłodszym synem księcia raciborskiego Jana V i Magdaleny, córki księcia opolskiego Mikołaja I
W 1493 r., kiedy zmarł Jan V – Walentyn, tak jak i jego starsi bracia, był jeszcze małoletni, w związku z czym władze regencyjną w księstwie przejęła wówczas ich matka Magdalena.
Początkowo szanse Walentyna na objęcie rządów w Raciborzu z powodu jego ułomności – garbu i posiadania starszych braci: Mikołaja VI i Jana VI wydawały się tylko iluzoryczne. Niespodziewanie jednak w 1506 r. obaj bracia księcia rozstali się ze światem i Walentyn został jedynym dziedzicem księstwa raciborsko-rybnickiego, do którego wkrótce dołączył także Bogumin.
Z powodu swojego kalectwa nie zdecydował się nigdy na ożenek zawierając w 1511 r. (zatwierdzony w tym samym roku przez suwerena obu książąt – Władysława Jagiellończyka) układ o przeżycie z również bezdzietnym księciem opolskim Janem II Dobrym.
Zmarł bezdzietnie 13 listopada 1521 r. w Raciborzu, jako ostatni przedstawiciel bocznej linii Przemyślidów wywodzącej się od naturalnego syna króla czeskiego Przemysła Ottokara II – Mikołaja I. Po śmierci Walentyna zgodnie z umową księstwo raciborskie zostało połączone z dzierżawami księcia opolskiego Jana II Dobrego.